# Padre no hay más que uno 2: La llegada de la suegra
Padre no hay más que uno 2: La llegada de la suegra es una película española de comedia del año 2020, dirigida y escrita por Santiago Segura y protagonizada por él mismo. Es la secuela de la película Padre no hay más que uno, estrenada un año antes. La película recaudó 12.927.674€ sobre un presupuesto de 4€ millones, habiendo sido vista por 2.315.789 espectadores.
Esta es la segunda de las películas pertenecientes a la franquicia Padre no hay más que uno.

## Argumento
Tras el repentino éxito de la aplicación para padres y madres creada por Javier todo parece calmado, pero un nuevo bebé y la llegada de la suegra pondrán a la familia patas arriba. 

## Reparto
- Santiago Segura como Javier García
- Toni Acosta como Marisa Loyola.
- Silvia Abril como Carmen
- Leo Harlem como Paco García.
- Martina D'Antiochia como Sara García Loyola.
- Calma Segura como Carlota García Loyola.
- Luna Fulgencio como Rocío García Loyola.
- Carlos González Morollón como Daniel García Loyola "Dani".
- Sirena Segura como Paula García Loyola "Paulita".
- Wendy Ramos como Rosaura.
- Loles León como Milagros.
- Marta González de Vega como Leticia.
- Diego Arroba como Ocho, nuevo novio de Sara.
- Aníbal Gómez como Padre del cole.
- Diana Navarro como Madre del cole.
- Mónica Pérez como Madre del cole.
- José Mota como Entrenador.
- Florentino Fernández como Cura.
- Carlos Areces como Peluquero.
- Cristina Pardo como Nati.
- Ainhoa Arteta como Doctora.
- Carmen Alcayde como Madre de Sandrita/Sandra.
- Ingrid Palomares como Sandrita/Sandra.
- Nuria Fergó como Azafata.
- Alberto Chicote como él mismo.
- Lorenzo Caprile como él mismo.
- Sara Escudero como Monitora Camping.
- María del Monte como ella misma.
- Seve Miralles como Junior
- Lorena Berdún como Ginecóloga

## Taquilla
Tras el confinamiento por la pandemia del COVID-19, los cines volvieron a abrir y la comedia repitió el éxito de su predecesora en las salas de cine españolas, siendo número uno durante varias semanas y llegando a convertirse en la película más taquillera del año.
La película consiguió 1.403.000€ en su primer fin de semana y lideró la taquilla española hasta el estreno de Tenet, el 28 de agosto.
Distribuida en cines por Sony Pictures, y posteriormente distribuida en plataformas por FlixOlé y Amazon Prime Video.

## Secuela
La tercera parte, Padre no hay más que uno 3, se estrenó el 14 de julio de 2022 en los cines y 90 días después siendo lanzada en FlixOlé y Amazon Prime Video. También dirigida por Santiago Segura y con casi el mismo reparto principal.